# Volkswagenwerk Zwickau

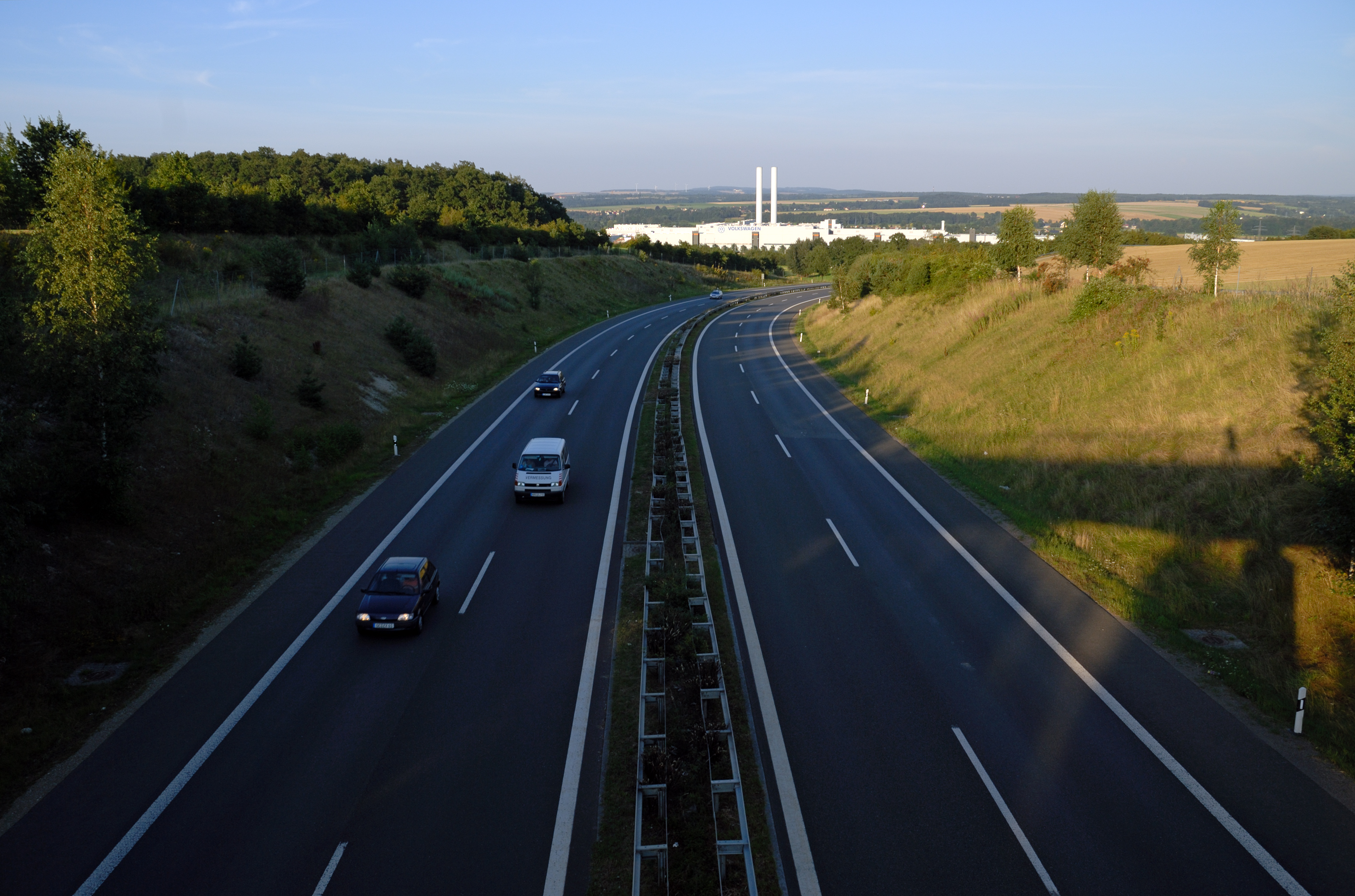
Lo stabilimento Volkswagen Mosel visto dalla strada statale B93

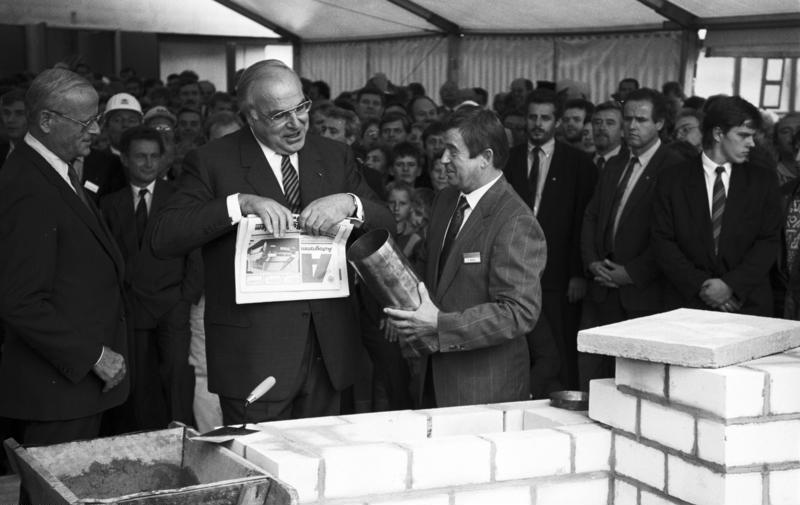
Helmut Kohl alla posa della prima pietra nel 1990

Il Volkswagenwerk Zwickau (in passato chiamato anche Volkswagenwerk Mosel bei Zwickau) è uno stabilimento per la produzione di automobili. Si trova vicino a Mosel, un rione di Zwickau. La prima pietra fu posata il 26 settembre 1990.

## Storia
La regione attorno a Zwickau viene anche chiamata la culla dell'industria automobilistica in Sassonia. Horch (dal 1904) e Audi (dal 1909) ebbero stabilimenti a Zwickau, e proprio a Mosel fu prodotta la Trabant 1.1 fino al 1991. In quest'area la Volkswagen avviò la produzione in serie della Volkswagen Polo II il 21 maggio 1990. Volkswagen decise di costruire uno stabilimento in Sassonia come prima grande azienda della Germania Ovest. Le ragioni erano varie: non solo la tradizione, ma anche un joint venture con il VEB IFA-Kraftfahrzeugkombinat, l'azienda statale della Repubblica Democratica Tedesca.
A Zwickau si producevano la Volkswagen Golf e la Volkswagen Passat. Nel 2007, circa 6.200 impiegati produssero 277.000 automobili. Inoltre vennero prodotte le carrozzerie per la Volkswagen Phaeton e per la Bentley, che poi venivano spedite rispettivamente alla Automobilmanufaktur Dresden e al Regno Unito.

## Automobili prodotte

### Auto in produzione
| Foto | Marca      | Modello        | Inizio produzione |
| ---- | ---------- | -------------- | ----------------- |
|      | Volkswagen | ID.3           | 2019              |
|      | Volkswagen | ID.4           | 2020              |
|      | Volkswagen | ID.5           | 2022              |
|      | Audi       | Audi Q4 e-tron | 2021              |
|      | Cupra      | Cupra Born     | 2021              |